# Almeda Adams
Almeda Adams   (Meadville, 26 de febrer de 1865 - Cleveland, 8 de setembre de 1949) va ser una música, professora i autora que, amb l'ajut d'Adella Prentiss Hughes, va fundar la "Cleveland Music School Settlement".

## Biografia
Adams va néixer a Meadville, Pennsilvània, de la mà de James Adams, predicador itinerant, i de Katherine Adams (nascuda Ketchum). Troba una tomba". Quan era un nadó, Almeda va perdre la vista i va quedar cega la resta de la seva vida. La seva família vivia en molts llocs d'Ohio i Almeda va assistir a l'Escola Estatal de Cecs de Columbus, Ohio. Va vendre 2000 subscripcions al "Ladies Home Journal" per guanyar una beca al "New England Conservatory of Music". Després de graduar-se, va ensenyar durant un període a Nebraska a la Universitat Normal de Lincoln i a l'Escola de Cecs de Nebraska, finalment va tornar a la ciutat de Nova York per estudiar i finalment es va establir a Cleveland, Ohio.
A Cleveland, Adams va dur a terme molts esforços musicals, inclosa la docència en diverses cases d'assentament. Inspirada per la creació de cases de colònies musicals a la ciutat de Nova York i encoratjada pel seu pare, es va dirigir a Adella Prentiss Hughes, que va fundar The Cleveland Orchestra, per obtenir ajuda per establir una casa de colònies musicals a Cleveland. El 1912, Adams, amb l'ajut de Hughes, va establir el Cleveland Music School Settlement amb una donació de 1000 dòlars del "Fortnightly Musical Club" i el suport d'altres famílies notables de Cleveland. El "Cleveland Music School Settlement", que continua funcionant avui com "The Music Settlement", va créixer fins a incloure instrucció musical, musicoteràpia i altres serveis, tant a la seva ubicació principal com a diversos llocs de divulgació. Adams es va dedicar a fer que la instrucció musical estigués disponible per a infants i adults i es va centrar a fer que les lliçons i altres serveis fossin accessibles a persones desfavorides. Des dels seus inicis, la "Cleveland Music Settlement School" va proporcionar instruccions gratuïtes i de baix cost per servir millor la comunitat.
Juntament amb l'establiment del "Cleveland Music School Settlement", Adams també va dirigir la "Societat Schumann" del 1918 al 1931, que era un grup coral per a noies treballadores. Adams va publicar Seeing Europe Through Sightless Eyes el 1929. En aquest llibre, Adams va descriure les seves reaccions personals a l'art que va poder experimentar a Europa, ja sigui a través de les descripcions de l'estudiant de veu que acompanyava o a través del tacte.
Va continuar ensenyant fins al 1948 i va morir un any després el 8 de setembre de 1949 a l'edat de 84 anys. Adams va ser enterrada amb la seva família al cementiri de Lakeview.